# رائد الغامدي (لاعب كرة قدم مواليد 1994)
رائد عبد الله الغامدي (6 مايو 1994-) لاعب كرة قدم سعودي في الجناح الأيمن من مواليد مدينة جدة 6 مايو 1994 يلعب حالياً في نادي الرائد.

## مسيرة اللاعب
كانت بداياته مع النادي الأهلي و أعير إلى نادي الخليج مطلع عام 2017 و أعاره في صيف 2017 إلى نادي أحد و انتقل إلى نادي أحد في عام 2018 و في نفس الفترة انتقل إلى نادي الباطن و بعدها إنتقل إلى نادي الرائد ثم أُعير إلى نادي النصر.

## روابط خارجية
- رائد الغامدي على موقع قاعدة بيانات كرة القدم.إي يو (الإنجليزية)
- رائد الغامدي على موقع ناشيونال فوتبول تيمز (الإنجليزية)
- رائد الغامدي على موقع Soccerway.com (الإنجليزية)
- رائد الغامدي على موقع عالم كرة القدم.نت (الإنجليزية)
- رائد الغامدي على موقع كووورة